# ソユーズ16号
ソユーズ16号（Soyuz 16、ロシア語: Союз 16）は、1974年に行われたソビエト連邦とアメリカ合衆国共同の有人宇宙飛行である。2人のソビエト人乗組員がドッキングリング他のシステムの試験を行った。

## 乗組員
- 船長 - アナトリー・フィリプチェンコ(2)
- フライトエンジニア - ニコライ・ルカビシュニコフ(2)

### バックアップ
- 船長 - ウラジーミル・ジャニベコフ
- フライトエンジニア - ボリス・アンドレーエフ

### リザーブ
- 船長 - ユーリ・ロマネンコ
- フライトエンジニア - アレクサンドル・イワンチェンコフ

## パラメータ
- 質量:6,800 kg
- 近点:184 km
- 遠点:291 km
- 軌道傾斜角:51.8°
- 軌道周期:89.2分

## 背景
ソユーズ16号は、7ヶ月後のアポロ・ソユーズテスト計画の最後のリハーサル、最後の有人ミッションとなった。冷戦のライバルであるソビエト連邦とアメリカ合衆国は、1960年代と1970年代にいくつかの戦略兵器削減交渉の条約に調印し、1970年代初めにはデタントの時代に入った。1972年には、この雪融けの象徴として、共同での有人宇宙飛行を実施するという条約が調印された  。
共同宇宙飛行の当初のコンセプトは、ソユーズをスカイラブに、またはアポロをサリュートにドッキングさせるというものだった。1974年にアメリカ合衆国がスカイラブを廃止すると、アポロがサリュートにドッキングする選択肢しかないと見られていたが、ソビエト連邦がこのミッションのための汎用ドッキングアダプタを開発し、サリュートのミッションの詳細を公表するまで、公式には伏せられていた。
アポロ・ソユーズテスト計画の3度の無人試験飛行が行われ、1974年4月3日にコスモス638号、同年5月15日にコスモス652号、同年8月12日にコスモス672号が打ち上げられた。これら3機とソユーズ16号は、改良型のソユーズUで打ち上げられた。

## ハイライト
先例のない動きの中、ソビエト連邦の担当者は、公表しないことを条件に、発射時間を通告することをNASAに申し出たが、NASAの担当者はこれを拒否したため、NASAが発射を知らされたのは、1974年12月2日の打上げの2時間後となった。
飛行中、アナトリーとニコライは、20kgのアメリカ側のドッキングリングを模して、アポロ・ソユーズテスト計画で用いられるドッキングシステムの試験を行った。
また、改良された環境システム、新しい太陽電池パネルや制御システム、新しいレーダードッキングシステム等の試験も行った。アポロからの乗換え時間を2時間から1時間に短縮するため、気圧を760mmから560mmに減らし、酸素濃度を20%から40%に上昇させる試験も行われた。12月7日、緊急時の試験のため、ドッキングリングは分離ボルトとともに投棄された。
12月8日、宇宙船はアルカルイク近郊に着陸し、完全な成功を収めたと称えられた。約6日間のミッション期間は、アポロ・ソユーズテスト計画の予定された期間と10分間も違わなかった。